# Quest (Station spatiale internationale)
Pour les articles homonymes, voir Quest.
Module de l'ISS
Quest est un des modules de la Station spatiale internationale situé dans le segment américain. Installé en 2001, il joue le rôle de sas pour les sorties extravéhiculaires des astronautes. Il est amarré au module de type « nœud » Unity.

## Caractéristiques techniques
Quest est un module d'une masse de 6,1 tonnes à vide, long de 5,5 mètres pour un diamètre maximum de 4 mètres. Il dispose d'un volume pressurisé de 34 m3. Quest est composé de deux cylindres de diamètre différent placés bout à bout, dont la structure est construite en aluminium : le cylindre le plus large, appelé sas d'équipement, est utilisé pour préparer la sortie dans l'espace tandis que le second cylindre plus étroit constitue le sas proprement dit. 

### Le sas d'équipement
Pour leur sortie dans le vide, les astronautes se préparent dans le cylindre ayant la section la plus importante (le sas d'équipement) : ils enfilent leurs combinaisons spatiales et testent leur bon fonctionnement. Dans leurs scaphandres les astronautes respirent de l'oxygène pur sous faible pression. Pour éviter un accident de décompression, les astronautes, avant leur sortie, séjournent un certain temps dans ce sas en y respirant de l'oxygène pur, pour débarrasser leur organisme de l'azote qui y est contenu. Après la sortie, cette partie du module Quest est utilisée pour remettre en état les combinaisons et les entreposer : en particulier, les accumulateurs y sont rechargées et les réservoirs d'oxygène des combinaisons remplis. 
À l'extérieur se trouvent deux grands réservoirs d'oxygène et deux réservoirs d'azote. D'un diamètre de 0,9 mètre et d'une masse de 545,4 kg, ils sont construits en fibre de carbone et sont enveloppés dans plusieurs couches de protection contre les micrométéorites. Ils contiennent 0,42 m3 de gaz stocké sous haute pression. Ces réservoirs servent à la fois à alimenter en gaz la partie américaine de la Station spatiale et à remplir les réservoirs des combinaisons spatiales. Ils sont régulièrement remplis par la navette spatiale américaine par l'intermédiaire d'une tuyauterie qui relie le module d'amarrage de celle-ci à Quest en passant par l'intérieur des modules.

Le sas d'équipement
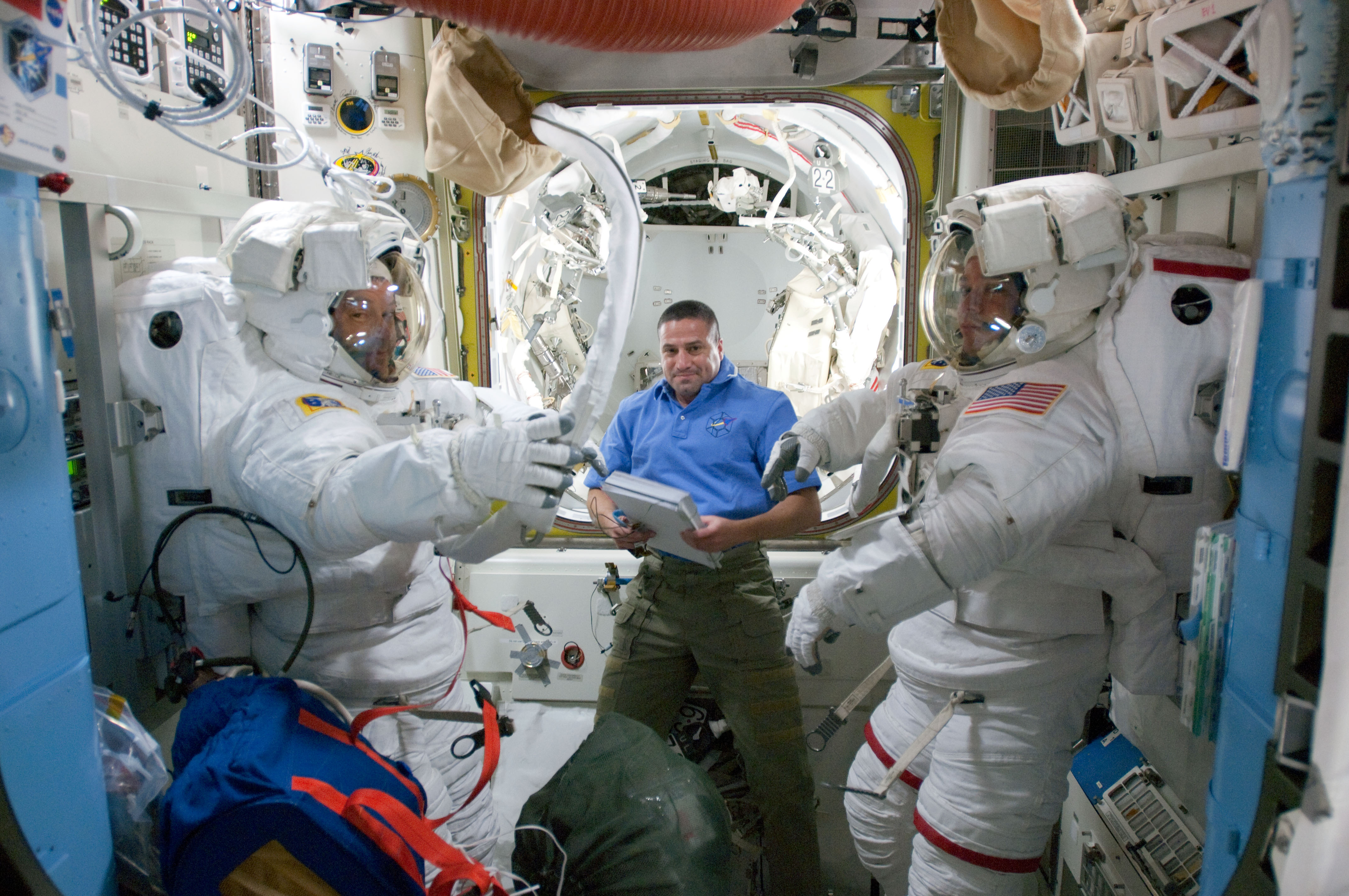
Préparation avant une sortie dans le sas d'équipement.
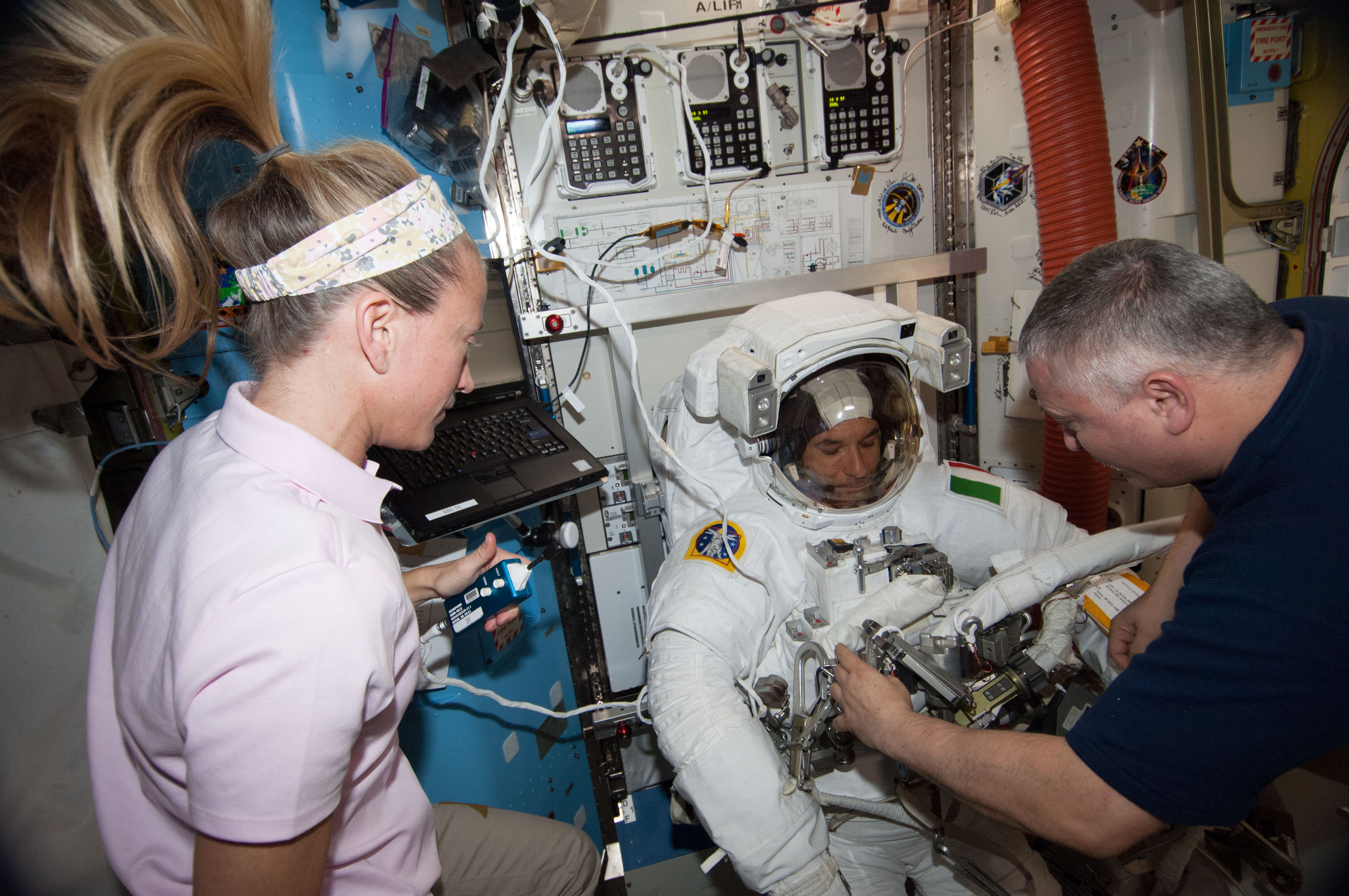
Derniers préparatifs pour Luca Parmitano avant sa sortie dans l'espace.
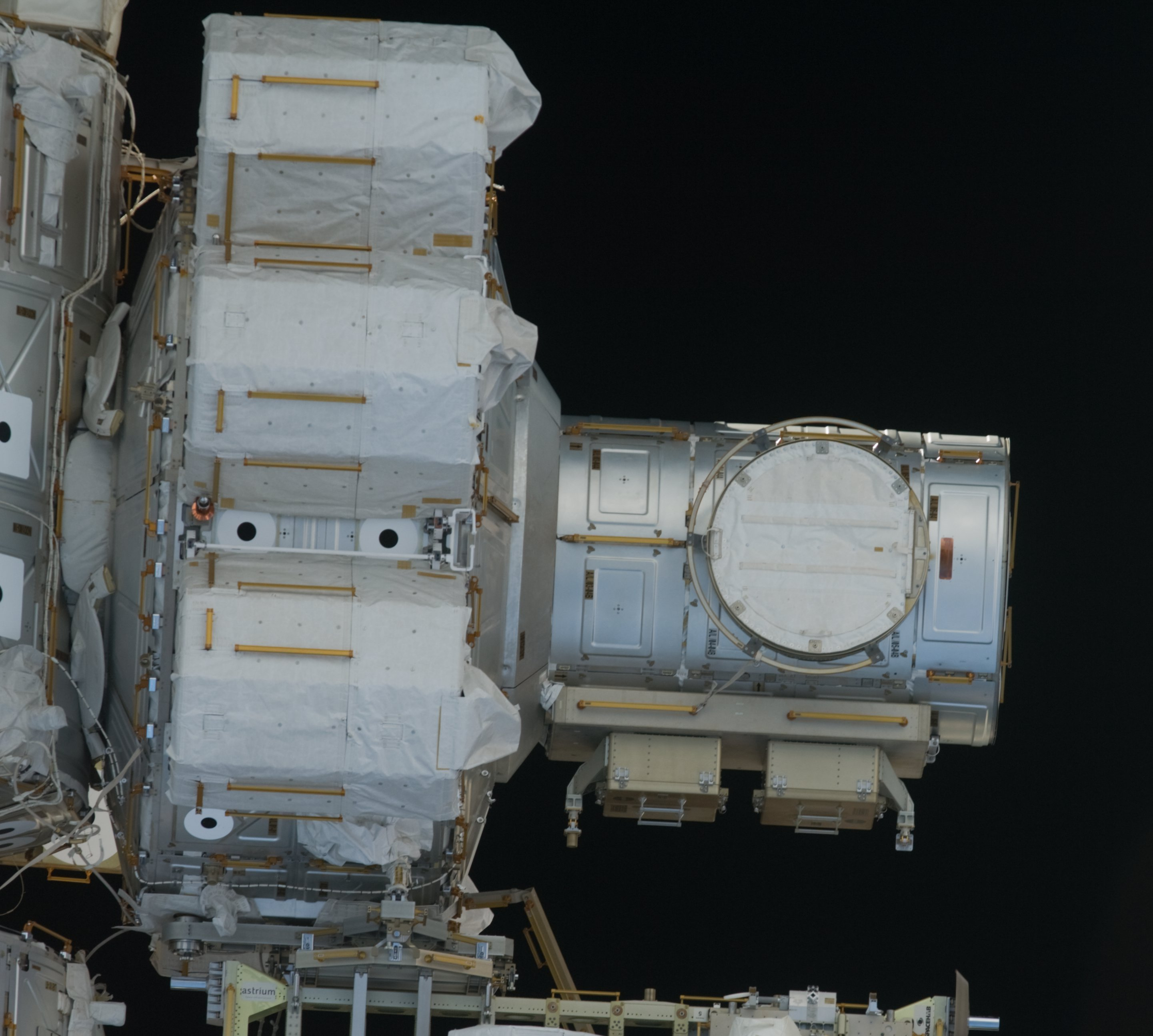
On distingue les réservoirs sur cette vue extérieure du module Quest.

### Le sas
Le deuxième cylindre est le sas proprement dit. Cette partie de Quest est similaire au sas de la navette spatiale américaine. Le sas permet d'accueillir deux astronautes complètement équipés. De forme cylindrique il dispose d'une ouverture à l'une de ses extrémités débouchant dans le sas d'équipement côté station et d'une autre ouverture sur le côté du cylindre permettant de sortir dans l'espace. Avant l'ouverture de l'écoutille donnant sur l'extérieur, des pompes font le vide en refoulant l'oxygène présent dans des réservoirs évitant ainsi la perte d'un gaz précieux. 

Le sas
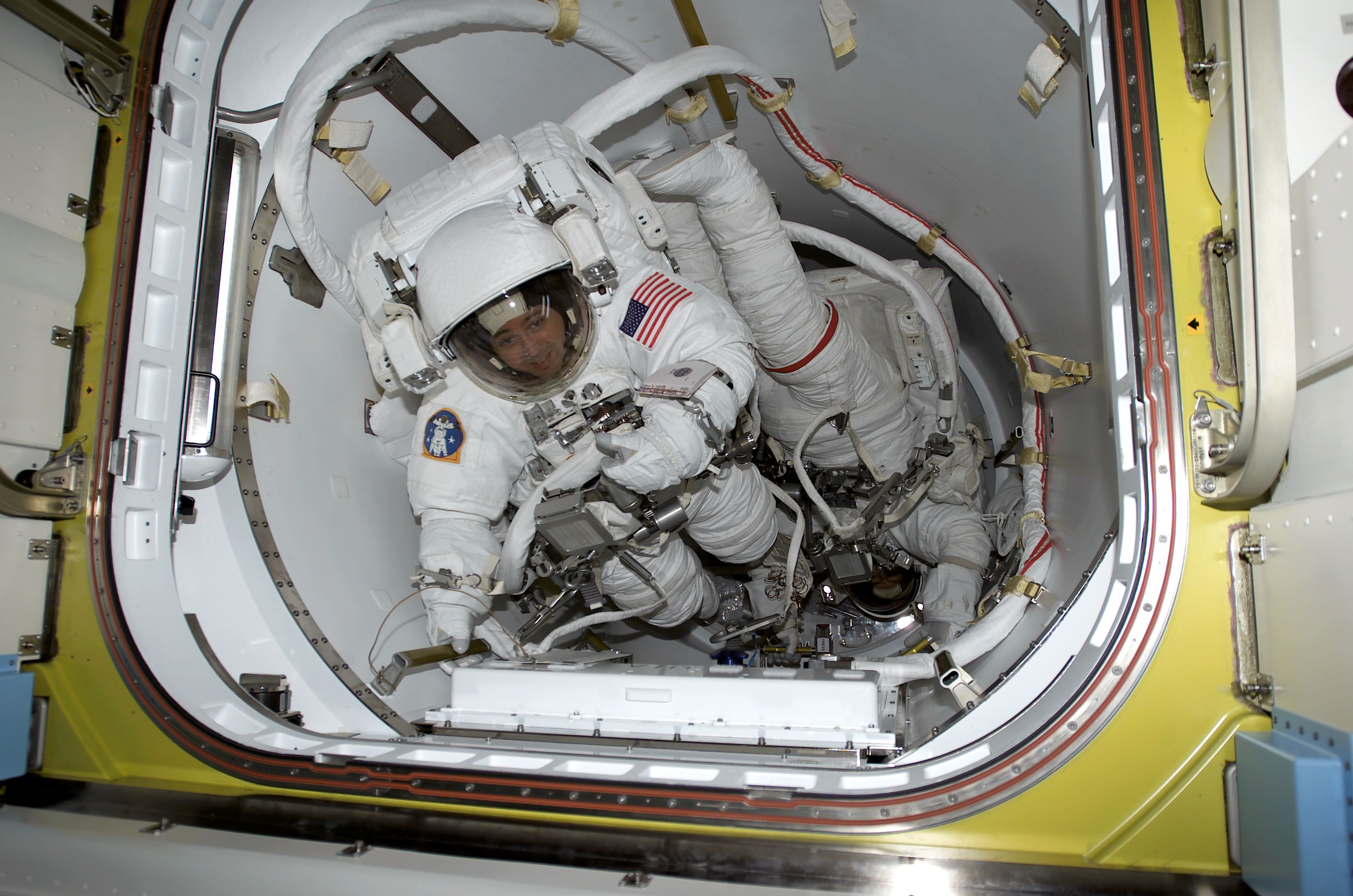
Le sas, ici encore ouvert côté station, permet d'accueillir deux astronautes équipés.
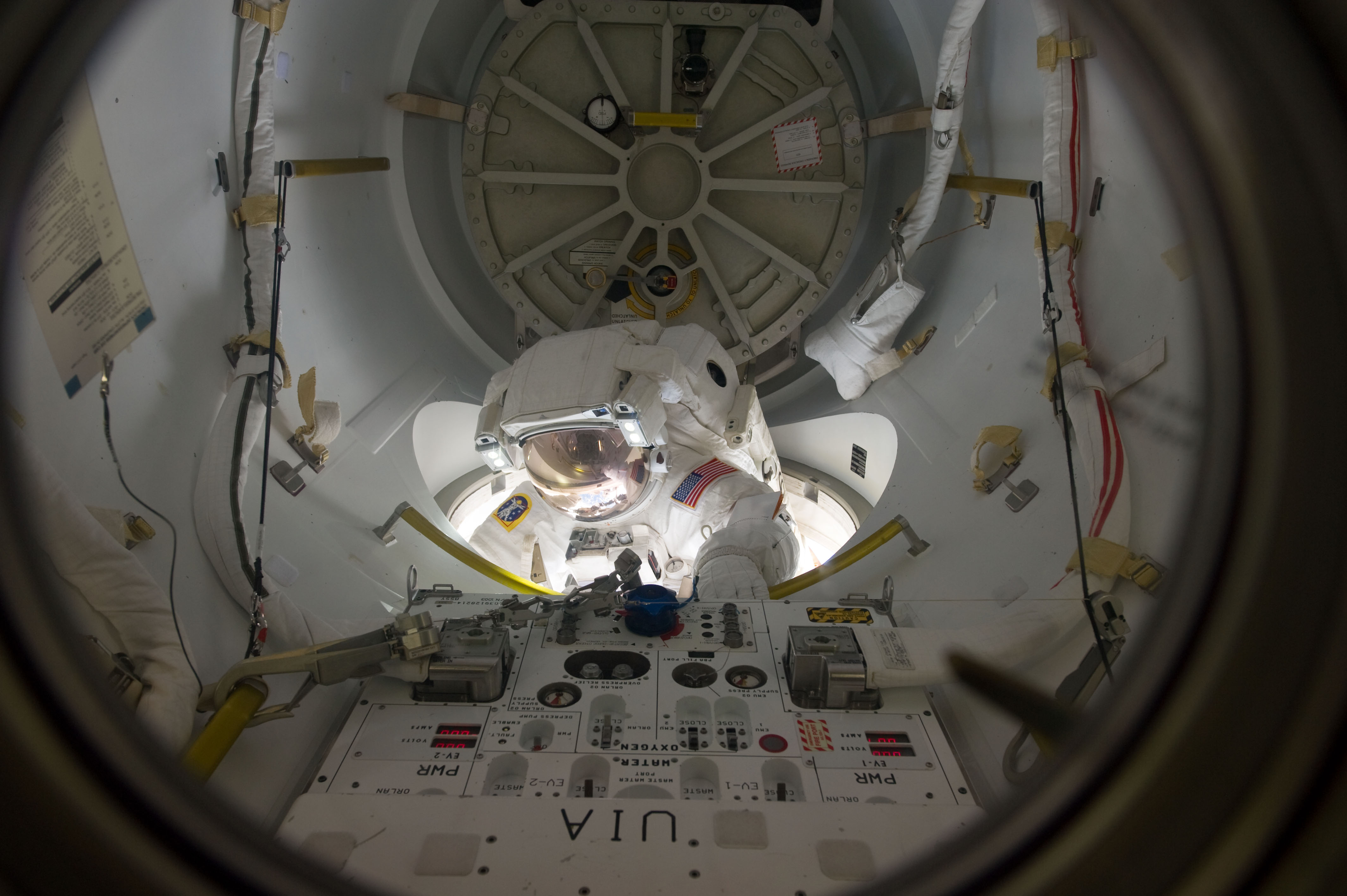
Alvin Drew sort du sas pour commencer une sortie extravéhiculaire.
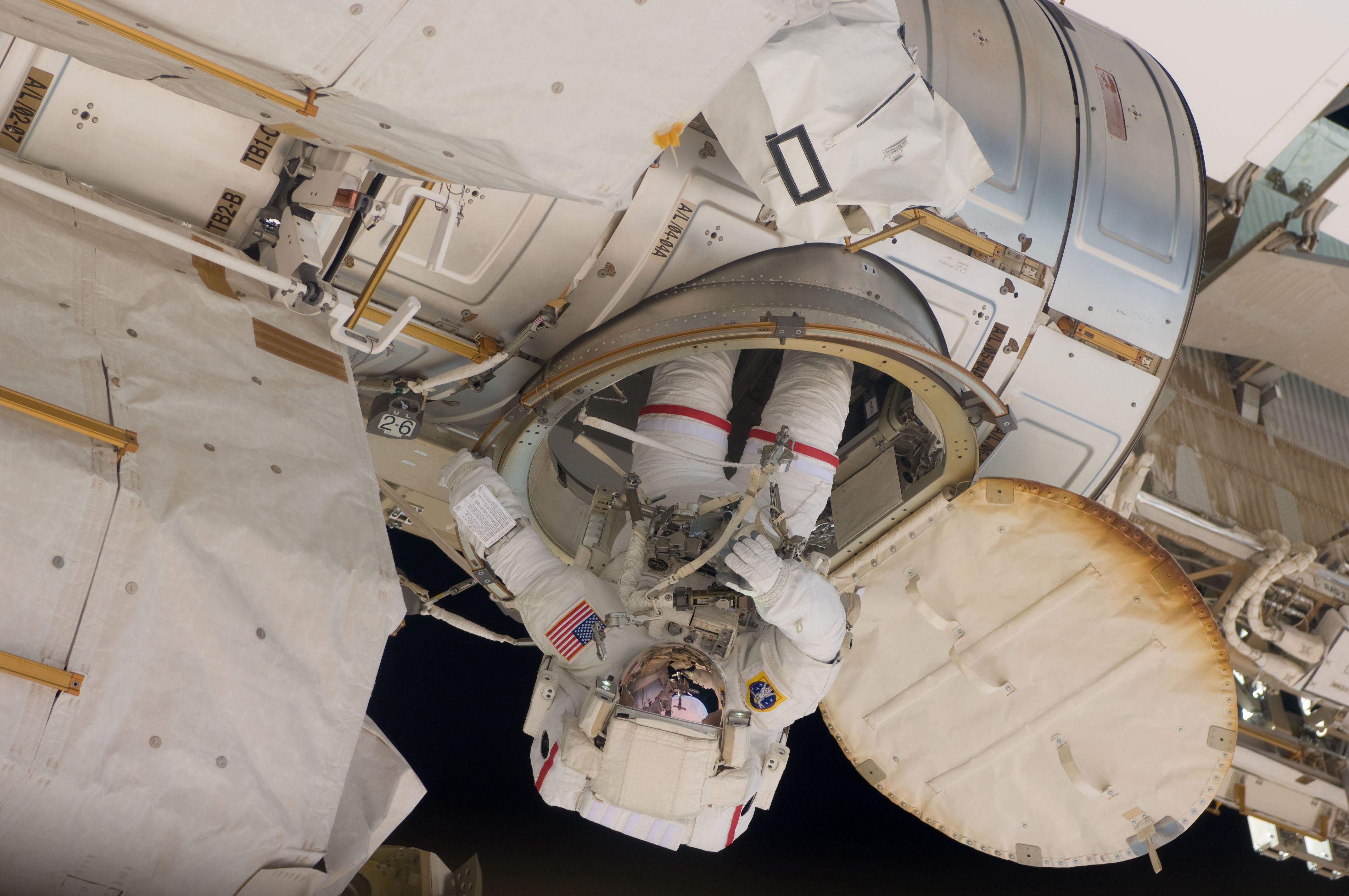
Andrew Feustel, réintègre le sas après une sortie extravéhiculaire.

## Lancement et assemblage
Les combinaisons des astronautes américains ne sont pas compatibles avec les sas du segment russe de la station. Quest est construit pour permettre les interventions à l'extérieur de la Station des astronautes lorsque la navette spatiale américaine n'est pas amarrée à la station. Les installations de Quest — taille du sas, embouts... — sont compatibles à la fois avec les scaphandres américains et russes.
Quest est un module construit pour le compte de la NASA par la société américaine Boeing. Il est placé en orbite par la navette spatiale Atlantis le 12 juillet 2001 dans le cadre de la mission STS-104 et installé 3 jours plus tard à l'extrémité tribord du module de connexion Unity. La Station spatiale dispose également du module russe Pirs pour les sorties extravéhiculaires. La première sortie extravéhiculaire utilisant le sas du module Quest est réalisée le 20 février 2002.